# Григорьева, Ирина Викторовна
Ирина Викторовна Григорьева — российская и украинская киноактриса. Бывшая пловчиха. Мастер спорта Украины по плаванию, чемпионка Украины.

## Биография
Родилась 10 июля 1973 года в Севастополе в семье офицера Черноморского флота.
В 1995 году окончила геологический факультет МГУ. Работала моделью. 
В июне 1999 года вышел номер журнала Playboy с Ириной на обложке.
Вела программу «Семейные новости» на РТР. 
Снималась в клипе Влада Сташевского на песню «Я не буду тебя больше ждать».

## Фильмография
- 2020  Поверхность воды
- 2019 Один человек умирает миллион раз — сотрудница пекарни
- 2015 Мурка — Данка
- 2010 Гидравлика — эпизод
- 2005/06 Сыщики — Ирина Фролова, эксперт
- 2005 Плата за любовь — Лида
- 2005 Кармелита — Мария Поляковa, следователь-стажёр
- 2005 Теневой партнёр / Silent Partner (США/Россия)[5] — Катя
- 2004 Холостяки — принцесса
- 2004 Дорогая Маша Березина — Ксения Петухова
- 2003 На углу у Патриарших 3 — Лизавета Ващук
- 2003 Герой нашего племени — Елена из племени Дятлов
- 2003 — Варвар — принцесса Гретхен
- 2003 А поутру они проснулись — эпизод
- 2002 Одиночество крови — девушка из рекламного ролика
- 2002 Две судьбы — эпизод
- 2001 Сезон охоты 2 — Марина Путилова
- 2000 Салон красоты — Катя
- 2000 Нежный возраст — сексуальная химичка[6]
- 1999 Хорошие и плохие
- 1999 Будем знакомы! — Галина Викторовна
- 1998 Чёрное море 213[укр.] — Айла
- 1997 Сезон охоты — Марина Путилова, фотомодель
- 1996 Дневники «Красной туфельки» — дочь